# Amerikaz Nightmare
Amerikaz Nightmare (с англ. — «Американский кошмар») — шестой студийный альбом американского хип-хоп-дуэта Mobb Deep, выпущенный 10 августа 2004 года на лейбле Jive Records через сделку с собственным лейблом группы.
В записи альбома приняли участие рэперы Lil Jon, Jadakiss, Littles, Big Noyd, Twista и R&B-исполнитель Nate Dogg. Альбом был спродюсирован Havoc'ом при содействии The Alchemist, Kanye West, Red Spyda и Lil Jon.
Альбом дебютировал на 4 месте в чарте Billboard 200 и 2 месте в чарте Top R&B/Hip-Hop Albums в американском журнале Billboard. Альбом также достиг 68 места в чарте UK Albums Chart в Великобритании. Альбом содержит два сингла, которые попали в чарты журнала Billboard: «Got It Twisted» и «Real Gangstaz».
По данным Soundscan, за первую неделю было продано 109 тысяч копий альбома. Всего альбом был продан тиражом в 500 тысяч экземпляров.

## Приём критиков
| Совокупная оценка | Совокупная оценка                                                                  |
| Источник          | Оценка                                                                             |
| ----------------- | ---------------------------------------------------------------------------------- |
| Metacritic        | 63/100                                                                             |
| Оценки критиков   |                                                                                    |
| Источник          | Оценка                                                                             |
| Allmusic          | [ 1 ]                                                                              |
| Blender           | [ 7 ]                                                                              |
| HipHopDX          | [ 8 ]                                                                              |
| RapReviews        | 8.5/10                                                                             |
| The Source        | 4,5 из 5 звёзд · 4,5 из 5 звёзд · 4,5 из 5 звёзд · 4,5 из 5 звёзд · 4,5 из 5 звёзд |
| USA Today         | [ 10 ]                                                                             |
| Vibe              | [ 11 ]                                                                             |

Amerikaz Nightmare получил положительные отзывы от музыкальных критиков. Дэвид Джеффрис из AllMusic присвоил альбому три с половиной звезды из пяти, добавив «У Мобба не всё было хорошо с тех пор, как календарь перешёл на 2000 год, но с Amerikaz Nightmare всё становится лучше. Amerikaz Nightmare — это мрачный альбом, который вы бы не хотели встретить в переулке, и который может заставить Томаса Долби звучать зловеще. Лирические навыки Prodigy всегда являются преимуществом, но он отодвинут на задний план Havoc’ом, который не только играет на микрофоне, но и продолжает расти как продюсер. Раньше они звучали застрявшими и самоуверенными, но этот настоящий хип-хоп-альбом в стиле старой школы снова находит Мобба голодным.».

## Список композиций
| №   | Название                                    | Автор(ы)                                                          | Продюсер(ы)   | Длительность |
| --- | ------------------------------------------- | ----------------------------------------------------------------- | ------------- | ------------ |
| 1.  | «Amerikaz Nightmare»                        | Albert Johnson Kejuan Muchita                                     | Havoc         | 4:57         |
| 2.  | «Win or Lose»                               | Johnson Muchita Alan Maman Earl Randle James Shaw Willie Mitchell | The Alchemist | 3:12         |
| 3.  | «Flood the Block»                           | Johnson Muchita                                                   | Havoc         | 2:56         |
| 4.  | «Dump» (featuring Nate Dogg)                | Johnson Muchita Nathaniel Hale                                    | Havoc         | 3:17         |
| 5.  | «Got It Twisted»                            | Johnson Muchita Maman Jon Kerr Thomas Robertson                   | The Alchemist | 3:41         |
| 6.  | «When U Hear the»                           | Johnson Muchita Maman                                             | The Alchemist | 2:53         |
| 7.  | «Real Niggaz»                               | Johnson Muchita Andy Thelusma                                     | Red Spyda     | 4:39         |
| 8.  | «Shorty Wop»                                | Johnson Muchita                                                   | Havoc         | 3:33         |
| 9.  | «Real Gangstaz» (featuring Lil Jon)         | Johnson Muchita Jonathan Smith                                    | Lil Jon       | 4:08         |
| 10. | «One of Ours Part II» (featuring Jadakiss)  | Johnson Muchita Jason Phillips                                    | Havoc         | 4:21         |
| 11. | «On the Run»                                | Johnson Muchita                                                   | Havoc         | 3:46         |
| 12. | «Throw Your Hands (In the Air)»             | Johnson Muchita Kanye West                                        | Kanye West    | 3:57         |
| 13. | «Get Me» (featuring Littles and Noyd)       | Johnson Muchita Alfredo Bryant Tajuan Perry                       | Havoc         | 4:31         |
| 14. | «We Up»                                     | Johnson Muchita                                                   | Havoc         | 2:58         |
| 15. | «Neva Change»                               | Johnson Muchita Jim Porter                                        | Havoc         | 3:55         |
| 16. | «Got It Twisted» (Remix) (featuring Twista) | Johnson Muchita Kerr Robertson Carl Mitchell                      | The Alchemist | 4:43         |

## Семплы
Amerika’z Nightmare
- «Kismet» by Amon Düül.

Throw Your Hands (In the Air)
- «Live In Connecticut» by Cold Crush Brothers, «Doggone» by Love and «Still Life» by Esperanto.

Got It Twisted
- «She Blinded Me With Science» by Thomas Dolby and «Saturday Night Style» by Mikey Dread.

Win Or Lose
- «Here I Go Again» by Jean Plum.

Neva Change
- «Time for a Change» by The Eight Minutes.

When U Hear
- «No Promise of Tomorrow (Reprise)» by Howard Kenney.

We Up
- «Optimum» by Ten Plus

## Участники записи
| Артисты - Mobb Deep — основной исполнитель (все треки) - Prodigy — основной исполнитель (все треки) - Havoc — основной исполнитель (все треки) - Nate Dogg — приглашённый артист (трек 4) - Lil Jon — приглашённый артист (трек 9) - Jadakiss — приглашённый артист (трек 10) - Littles — приглашённый артист (трек 13) - Big Noyd — приглашённый артист (трек 13) - Twista — приглашённый артист (трек 16) Технический персонал - Том Койн — мастеринг - Стив Сола — сведение, запись - Майк Берман — сведение (треки 5, 7, 9, 11-16), запись (треки 1, 3-5, 7-9) | Продюсеры - Havoc — продакшн (треки 1, 3, 4, 8, 10, 11, 13-15) - The Alchemist — продакшн (треки 2, 5, 6, 16) - Red Spyda — продакшн (трек 7) - Lil Jon — продакшн (трек 9) - Kanye West — продакшн (трек 12) Дополнительный персонал - Даниэль Гастингс — арт-дирекция, дизайн, фотография |

## Чарты

### Еженедельные чарты
| Чарт (2004)                            | Высшая позиция |
| -------------------------------------- | -------------- |
| Франция (SNEP)                         | 33             |
| Германия (Offizielle Top 100)          | 95             |
| Швейцария (Schweizer Hitparade)        | 50             |
| Великобритания (UK Albums Chart)       | 68             |
| США (Billboard 200)                    | 4              |
| США (Billboard Top R&B/Hip-Hop Albums) | 2              |

### Итоговые годовые чарты (альбом)
| Чарт (2004)                        | Позиция |
| ---------------------------------- | ------- |
| Top R&B/Hip-Hop Albums (Billboard) | 82      |

### Синглы
| Год  | Песня                           | Позиции в чартах | Позиции в чартах | Позиции в чартах |
| Год  | Песня                           | Hot 100          | Hot R&B Singles  | Hot Rap Songs    |
| ---- | ------------------------------- | ---------------- | ---------------- | ---------------- |
| 2004 | «Got It Twisted»                | 64               | 23               | 18               |
| 2004 | «Real Gangstaz» (feat. Lil Jon) | —                | 49               | —                |